# دوورین
دوورین (به فرانسوی: Douvrin) یک کمون (فرانسه) در فرانسه است که در پا-دو-کاله واقع شده‌است. دوورین ۹٫۵۸ کیلومتر مربع مساحت دارد ۲۵ متر بالاتر از سطح دریا واقع شده‌است.